# Rodoviário Piraí Futebol Clube
El Rodoviário Piraí, es un equipo de fútbol de Brasil de la ciudad de Piraí, en Río de Janeiro. Fue fundado el 6 de junio de 1956.
El club empezó con camioneros que hacían paradas en la gasolinera Posto Nacional en conjunto con trabajadores del Departamento Nacional de Infraestructura de Transportes. Su primer nombre fue Esporte Clube Rodoviário pero con el profesionalismo, en el año 1994, su nombre fue cambiado para  Rodoviário Futebol Clube. Desde 1998, cuando hubo un plebiscito en la ciudad, el club se llama Rodoviário Piraí Futebol Clube.
Su estadio, el Ênio Simões, tiene capacidad para 3.500 espectadores. Tiene el apodo de Periquito da Serra debido a sus colores albiverdes. Actualmente en club se encuentra desafiliado de la FFERJ pues su departamento de fútbol profesional está desactivado hace más de 6 años.
En 1997 Rodoviário hizo una gran campaña en la Copa Rio do Interior cuándo fue subcampeón perdiendo el título para Duquecaxiense. El club de la pequeña ciudad de Piraí también ya jugó contra importantes clubes cariocas, cuando empató por 1-1 ante Vasco da Gama y al ser derrotado por Fluminense en un partido que terminó 4-0. Este último partido marcó el retorno del entrenador Carlos Alberto Parreira en su segundo pasaje por el club de Río de Janeiro.
En el año 2001, el alcalde de la ciudad en la época prometió al presidente del club que haría una gran reforma en el estadio y vestuarios, además de haber una contribución, en el valor de R$ 30.000 (treinta mil reales) para que el club volviera a disputar una partida de la Segunda Divisão Carioca. Hasta hoy ninguna de las promesas fueron cumplidas.